# No one (álbum de Wanessa)

## faixas gravadas ate o momento pra No one
1. my love and your
2. water and fire
3. love back to life
4. my pain my tears
5. works lovely people
6. new pop art
7. shine it on
8. my beautiful love
9. no one
10. i see you
11. in brightness that look
12. end of time

## pré-produção
Este é o nono álbum de Wanessa Camargo com previsão de lançamento para 3 de dezembro, "esse é o melhor" disse a cantora ainda nas mixagens das músicas.
No dia 25 de junho de 2013, no maracanã do cd no one , começando às 19:30, foi realizado o ensaio geral do CD/DVD no one. Diferentemente do outros anos, o ensaio aconteceu na terça que antecede a gravação e não no sábado como de costume. A mudança ocorreu devido  Wanessa no próximo sábado. Durante o ensaio foram apresentadas as canções que estão no repertório do 10º CD/DVD da série "Wanessa".
O palco começou a ser montado no parque de eventos Padre Cícero. A decoração seria inspirado no Sertão Nordestino, retratando a simplicidade da vida sertaneja. Foram realizados alguns ensaios em Juazeiro do Norte e muitas visitas foram realizadas pelo Wanessa banda onde pessoas cantaram e dançaram.
```
álbum é um diferencial em relação aos compositores. Deeplick escreveu a maioria das músicas, junto com Marcelo Mira, o que fez Jason Deere, César Lemos e Karla Aponte (seus parceiros de longa data) ficarem completamente de fora do álbum. 
Lu Cardoso
 (mulher do apresentador 
Faustão
) escreveu 2 músicas, enquanto a própria Wanessa escreveu apenas 3 canções.
```

## Sobre o Álbum
O álbum é um diferencial em relação aos compositores. Deeplick escreveu a maioria das músicas, junto com Marcelo Mira, o que fez Jason Deere, César Lemos e Karla Aponte (seus parceiros de longa data) ficarem completamente de fora do álbum. Lu Cardoso (mulher do apresentador Faustão) escreveu 2 músicas, enquanto a própria Wanessa escreveu apenas 3 canções.